# Једанаеста изложба УЛУС-а (1951)
Једанаеста изложба УЛУС-а (1951) је трајала током јуна и јула 1951. године. Одржана је у галеријском простору Удружења ликовних уметника Србије односно у Уметничком павиљону "Цвијета Зузорић", у Београду.

## Каталог
Корице каталога је израдио Едуард Степанчић.

## О изложби
Ова изложба је посвећена десетогодишњици народног устанка. Изложба је окупила велики број излагача и показује, до тада, највећи број радова. Приказана је нарочито делатност најмлађе генерације, односно генерације која се образовала у току нове деценије.

## Оцењивачки одбор
Чланови оцењивачког одбора:

### Сликарска секција
1. Михаило С. Петров
2. Винко Грдан
3. Стојан Аралица
4. Предраг Милосављевић
5. Александар Кумрић
6. Миленко Шербан

### Вајарска секција
1. Радета Станковић
2. Петар Палавичини
3. Миша Поповић

## Излагачи

### Сликарство
1. Анте Абрамовић
2. Милета Андрејевић
3. Даница Антић
4. Стојан Аралица
5. Михаил Беренђија
6. Никола Бешевић
7. Слободан Богојевић
8. Александар Божичковић
9. Коса Бокшан
10. Павле Васић
11. Милена Велимировић
12. Живоин Влајнић
13. Лазар Возаровић
14. Миодраг Војић
15. Бета Вукановић
16. Бошко Вукашиновић
17. Живан Вулић
18. Слободан Гавриловић
19. Оливера Галовић
20. Слободан Гарић
21. Недељко Гвозденовић
22. Драгомир Глишић
23. Милош Голубовић
24. Никола Граовац
25. Винко Грдан
26. Бора Грујић
27. Дана Докић
28. Сретен Докић
29. Нада Дорошки
30. Радмила Ђорђевић
31. Маша Живкова
32. Матија Зламалик
33. Јован Зоњић
34. Гордана Зубер
35. Божа Илић
36. Јозо Јанда
37. Мирјана Јанковић
38. Александар Јеремић
39. Гордана Јовановић
40. Милош Јовановић
41. Љубинка Јовановић-Михаиловић
42. Вера Јосифовић
43. Оливера Кангрга
44. Радивоје Кнежевић
45. Лиза Крижанић
46. Јован Кукић
47. Александар Кумрић
48. Иванка Лукић
49. Светолик Лукић
50. Душан Миловановић
51. Предраг Милосављевић
52. Бата Михаиловић
53. Предраг Михаиловић
54. Фрањо Мраз
55. Живорад Настасијевић
56. Мирјана Николић
57. Сава Николић
58. Петар Омчикус
59. Лепосава Ст. Павловић
60. Споменка Павловић
61. Јефто Перић
62. Михаило С. Петров
63. Јелисавета Ч. Петровић
64. Живоин Пиперски
65. Васа Поморишац
66. Вера Поповић-Божичковић
67. Зора Поповић
68. Мирко Почуча
69. Божа Продановић
70. Михаило Протић
71. Божидар Раднић
72. Иван Радовић
73. Љубица Сокић
74. Бранко Станковић
75. Боривоје Стевановић
76. Владимир Стојановић
77. Живко Стојсављевић
78. Иван Табаковић
79. Вера Ћирић
80. Милорад Ћирић
81. Јелена Ћирковић
82. Сабахадин Хоџић
83. Антон Хутер
84. Алекса Челебоновић
85. Јадвига Четић
86. Милан Четић
87. Вера Чохаџић-Радовановић
88. Миленко Шербан

### Вајарство
1. Градимир Алексић
2. Милан Бесарабић
3. Стеван Боднаров
4. Дарослава Вијоровић
5. Лојзе Долинар
6. Јелена Јовановић
7. Милован Крстић
8. Франо Менегело-Динчић
9. Периша Милић
10. Живорад Михаиловић
11. Божидар Обрадовић
12. Петар Палавичини
13. Димитрије Парамендић
14. Миша Поповић
15. Славка Петровић-Средовић
16. Радета Станковић
17. Риста Стијовић
18. Михаило Томић
19. Петар Убовић
20. Јелисавета Шобер

### Темпера – акварел – пастел – гваш – цртеж – графика
1. Градимир Алексић
2. Михаил Беренђија
3. Петар Бибић
4. Слободан Богојевић
5. Милена Велимировић
6. Бошко Вукашиновић
7. Бора Грујић
8. Димитрије Живадиновић
9. Спасоје Јараковић
10. Богољуб Јовановић
11. Душан Јовановић
12. Пјер Крижанић
13. Енвер Крупић
14. Душан Миловановић
15. Петар Младеновић
16. Светислав Младеновић
17. Сава Николић
18. Јошко Онич
19. Бранко Пешић
20. Јелисавета Ч. Петровић
21. Божа Продановић
22. Влада Радовић
23. Сава Рајковић
24. Јованка Рашић
25. Душан Ристић
26. Владимир Стојановић
27. Светислав Страла
28. Стојан Трумић
29. Милорад Ћирић
30. Зуко Џумхур
31. Анте Шантић
32. Миленко Шербан
33. Илија Шобајић
34. Бранко Шотра